# Dickey's Barbecue Pit
O Dickey's Barbecue Pit é uma cadeia familiar americana de restaurantes de churrasco sediada em Dallas, Texas, e é uma filial do Dickey's Capital Group.
Desde que Travis Dickey fundou o restaurante em 1941, tornou-se o maior franchising de churrasco nos Estados Unidos e em todo o mundo.

## Operações
O Dickey's Barbecue Pit é um restaurante de fast casual que serve peito de vaca, carne de porco desfiada, costeletas de porco, salsicha polaca, salsicha cheddar picante, hot link e frango. Além disso, o Dickey's Barbecue Pit serve acompanhamentos caseiros, incluindo quiabo frito, feijão jalapeño, feijão verde com bacon, batatas fritas, feijão de churrasco, salada Caesar ou de jardim, macarrão com queijo, espiga de milho e cebola. As mesmas receitas têm sido usadas desde que o restaurante foi fundado em 1941.

### Franquia
O restaurante começou a franquiar em 1994. Em janeiro de 2017, o Dickey's Barbecue Pit Franchise tinha mais de 483 restaurantes em 43 estados. O restaurante organiza o “Barbecue U”, uma sessão intensiva de três semanas para proprietários e operadores de franquias. O Dickey's Barbecue Pit personaliza os restaurantes franchisados com base na localização.
O Dickey's diferencia o seu franchising de outras empresas de franchising de restaurantes ao oferecer o que chama de “seis fluxos de receitas”, os listando como: Dine-In, Catering, Encomendas Online, Entregas Externas, Artigos de Retalho e Refeições de Férias.